# Giugliano metróállomás
A Giugliano egy metróállomás Olaszországban, Giugliano in Campania Nápolyban a nápolyi metró 11-es metróvonalakon.

## Metróvonalak
Az állomást az alábbi metróvonalak érintik:
- Nápoly–Aversa-vasútvonal

## Kapcsolódó állomások
A vasútállomáshoz az alábbi állomások vannak a legközelebb:
- Mugnano (Stazione di Piscinola Scampia, Nápoly–Aversa-vasútvonal)
- Aversa Ippodromo (Aversa Centro, Nápoly–Aversa-vasútvonal)